# Szemtől szembe
A Szemtől szembe című műsort az MTVA megbízásából készíti a HD Stúdió Kft., az M1 napi aktuális csatornára. A műsort a Duna Média munkatársai szerkesztik. A műsor grafikájának a vezérszíne a Ma este műsorblokkhoz hasonlóan kék.

## Története
A műsor 2015. szeptember 28-a és 2016. június 19-e között a fél nyolcas Híradót megelőzően került adásba; a 19 órai hírösszefoglalót követően 19:05-kor kezdődött. 2016. szeptember 12-e óta a hat órai Híradót megelőzően tűzik műsorra; 17:35-ös kezdéssel. Innentől kezdve az M1 stúdiójában készítik el a műsorokat, melyek élőben kerülnek adásba.
Hétköznaponként a nap témájáról vitáznak politológusok, szakértők, szakpolitikusok, értelmiségiek, míg vasárnaponként a hét történéseit elemzik állandó szakértők húsz percben. A Szemtől szembe állandó műsorvezetői: Gulyás István és Somorjai Balázs, hozzájuk kapcsolódik minden adásban két meghívott vendég. Korábban Földi-Kovács Andrea, Szabó Anett és Velkovics Vilmos is vezette a Szemtől szembe című műsort.